# Pseudomorphacris
Pseudomorphacris is een geslacht van rechtvleugeligen uit de familie Pyrgomorphidae. De wetenschappelijke naam van dit geslacht is voor het eerst geldig gepubliceerd in 1916 door Carl.

## Soorten
Het geslacht Pseudomorphacris omvat de volgende soorten:
- Pseudomorphacris brachyptera Kevan, 1963
- Pseudomorphacris hollisi Kevan, 1968
- Pseudomorphacris notata Brunner von Wattenwyl, 1893